# Église Saint-Martin d'Esquermes
L'église Saint-Martin d'Esquermes est une église située dans la ville de Lille en France dans le quartier Vauban Esquermes. Elle est de style néoroman.

## Historique
L'église Saint-Martin d'Esquermes a été construite entre 1847 et 1851 selon les plans de l'architecte Charles Benvignat.
La nef a été agrandie de deux travées occidentales et d'un clocher en 1900.

## Dimensions

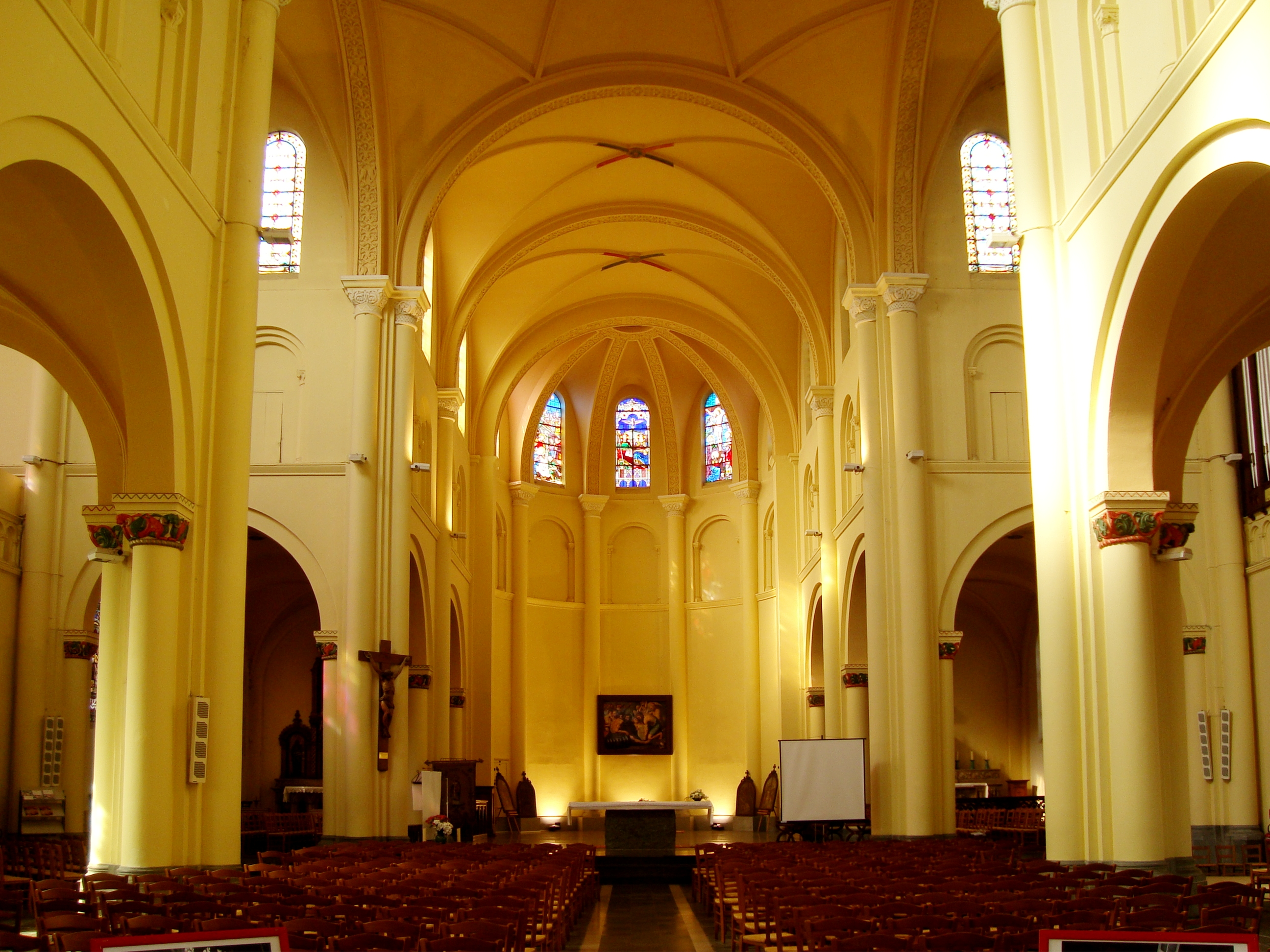
Intérieur de l'église

Les dimensions de l'édifice sont :
- Hauteur : 20 m
- Longueur : 76 m
- Hauteur du clocher : 59 m
- Largeur : 41 m